# Барнаульский троллейбус
Барнаульский троллейбус — система троллейбусного транспорта города Барнаула, начала работать 19 октября 1973 года. В настоящее время действуют 3 маршрута. Эксплуатацией занимается муниципальное унитарное предприятие «Горэлектротранс».
Цена проезда с 1 мая 2024 года — 35 рублей, по электронной системе оплаты — 29 рублей

## История
История троллейбусного движения начинается в 1971 году, когда в Барнауле началось строительство троллейбусного депо на 100 машин, двух тяговых подстанций и 20 км троллейбусной линии с уличным освещением по проспекту Ленина. Троллейбусное движение открылось 19 октября 1973 года, когда был введён в эксплуатацию 1-й маршрут — от Шинного завода, где расположено троллейбусное депо, по проспектам Космонавтов и Ленина до улицы Льва Толстого. В конце 1980-х годов была разработана программа по строительству и развития троллейбусной сети в центральных районах и на окраинах города, но в начале 1990-х планы и проекты были заморожены и строительство было свёрнуто, сроки были отложены на неопределённое время ввиду отсутствия финансирования. Однако ни один из планов и проектов так и не был до конца реализован. До распада СССР троллейбусное хозяйство интенсивно развивалось. В 1990-х годах на предприятии начался кризис, произошло сокращение троллейбусных перевозок. Из-за низкого финансирования, износа и нехватки подвижного состава количество маршрутов стало сокращаться. В 2013 году муниципальный автопарк Барнаула пополнили «беспроводные троллейбусы». Их вместимость превышает 100 человек, возможность автономного хода без подпитки от контактной сети составляет до 60 километров, троллейбус имеет энергосберегающий электронный привод, который позволяет не только экономить электроэнергию, но и возвращать её в сеть в режиме рекуперации. Троллейбусы приобретены в рамках долгосрочной целевой программы по развитию транспортного обслуживания населения. Сумма контракта составляет 8,660 млн рублей, в том числе 4,5 млн рублей за счёт средств бюджета города, 4,160 млн. — за счёт средств муниципального предприятия. В декабре 2015 года администрация города Барнаула заявила о планах перевести общественный транспорт города (в том числе троллейбусы) на электронные проездные билеты, должны были уже в 2016 заменить всех кондукторов. Однако, сокращение кондукторов не произошло..

#### Советский период
19.10.1973. Открытие троллейбусного движения в Барнауле.
Май 1974. Открыт троллейбусный маршрут № 3 (Улица Северо-Западная — Площадь Советов)
13.01.1978. Открыт троллейбусный маршрут № 2 (Зоопарк — Шинный Завод)
26.01.1978. Маршрут № 3 продлён до улицы Льва Толстого.
02.10.1978. Открыт маршрут № 4 (Солнечная поляна — Шинный завод)
19.10.1978. Открыт маршрут № 5 (Площадь Победы — Улица Льва Толстого)
Сентябрь 1983. Открыт маршрут № 6 (Улица Новороссийская — Площадь Победы)
Сентябрь 1984. Маршрут № 4 продлён до микрорайона Солнечная поляна
Июль 1985. Открыт маршрут № 6к (Улица Малахова — Площадь Победы)
1986. Построен отрезок контактной сети по Проспекту Ленина. Троллейбусы № 1, № 3, № 5 продлены до остановки Речной вокзал.

#### Нынешний период
1994. Закрыт маршрут № 4 (Шинный завод — Солнечная поляна)
2000. Закрыт маршрут № 3 (Улица Северо-Западная — Речной вокзал)
Март 2000. Завершено строительство нового участка контактной сети в Индустриальном районе.
24.03.2000. Открыт маршрут № 7 (Улица Взлётная — Кардиоцентр)
01.07.2009. Закрыты маршруты № 2 и № 5. (Зоопарк — Шинный завод) и (Речной вокзал — Площадь Победы). Маршрут № 7 продлён от Кардиоцентра до Речного вокзала (через улицы Юрина, Матросова).
08.04.2013. Открыт маршрут № 15 (Речной вокзал — Пос. Западный), почти полностью повторяющий автобусный маршрут № 15 и частично проходящий по участку без контактной сети. На маршруте работают троллейбусы с автономным ходом
16.04.2013. Движение по маршруту № 15 приостановлено
22.07.2013. Движение по маршруту № 15 возобновлено
01.01.2014. Закрыт маршрут № 15 (Речной вокзал — Посёлок Западный)
01.01.2014. Маршрут № 1 продлён до остановки Стадион (фактически объединён с бывшим маршрутом № 2).
10.04.2014. Начата обкатка маршрута № 101 до города Новоалтайск.
25.04.2014. Обкатка маршрута № 101 (Речной вокзал — Новоалтайск) завершена. Однако открытие так и не состоялось.
10.05.2022. В связи с реконструкцией моста на Новом рынке, движение троллейбусных маршрутов № 1, № 6, № 7 ограничено до остановки Дом быта (была отменена с 20 октября 2009 года)
01.12.2023. Движения троллейбусов по их прежних маршрутов возобновлено. Мост реконструирован.
2024. Планируется закупка новых троллейбусов.
27.11.2024. Планируется продлить маршрут
№ 7 по улице Взлетной от улицы Попова до Северного Власихинского проезда.
Общая длинна планируемой контактной сети
3,5 км.
05.05.2025. На линию вышли пять новых троллейбусов ВМЗ-5298.01 "Авангард". 

## Интернет-обеспечение
25 декабря 2013 года в Барнауле был запущен проект по обеспечению троллейбусов бесплатным интернетом по технологии Wi-Fi. Первыми троллейбусами с бесплатным интернетом по технологии Wi-Fi, стали ВМЗ-5298.01-50 «Авангард» № 4138, № 4139 и № 4140.

## Троллейбусное депо
Парк на 150 троллейбусов. На 24.12.2022 на балансе депо находятся 59 единиц пассажирского подвижного состава. Основной моделью троллейбуса является ЗиУ-9. Ежедневный выпуск составляет 48 — 52 единицы в будни, 42 — в выходные.

## Маршруты

Карта Барнаульского троллейбуса

| Действующие маршруты |                                                   |                         |
| №                    | Маршрут                                           | Период работы           |
| 1                    | Зоопарк — Площадь Баварина (Речной вокзал)        | с 20 октября 1973       |
| 6                    | Солнечная поляна — Площадь Победы                 | с сентября 1984         |
| 7                    | Улица Взлётная — Площадь Баварина (Речной вокзал) | с 24 марта 2000         |
| Отменённые маршруты  |                                                   |                         |
| №                    | Маршрут                                           | Период работы           |
| 2                    | Шинный завод — Зоопарк                            | 12.01.1978 — 01.07.2009 |
| 3                    | Улица Северо-Западная — Речной вокзал             | 1973 — 2000             |
| 4                    | Солнечная Поляна — Шинный завод                   | 24.10.1978 — 1994       |
| 5                    | Площадь Баварина (Речной вокзал) — Площадь Победы | 1979 — 01.07.2009       |
| 6к                   | Площадь Победы — Улица Малахова                   | 1985 — 1999             |
| 15                   | Спартак-2 — Посёлок Западный                      | 08.04.2013 — 01.01.2014 |

## Подвижной состав
По состоянию на 24 декабря 2022 года в Барнауле эксплуатируется 59 троллейбусов следующих моделей и модификаций:
Модели, находящиеся в регулярной эксплуатации:
Пассажирский ПС:
- ЗиУ-682 КВР БТРМ — 20 шт. № 4001, 4002, 4003, 4004, 4005, 4009, 4011, 4012, 4028, 4035, 4051, 4053, 4061, 4062, 4067, 4077, 4087, 4092, 4095, 4106, 4108
- БКМ-20101 — 12 шт. 4122, 4123, 4124, 4125, 4126, 4127, 4128, 4129, 4131, 4132, 4133, 4134
- ВМЗ-5298.01-50 «Авангард» — 6 шт. № 4137-4140, 4141, 4142
- ЗиУ-683 КВР БТРМ — 1 шт. № 4008
- ЗиУ-682 (КВР Барнаул) — 3 шт. № 4015, 4070, 4075
- ЗиУ-682В-012 [В0А] — 3 шт. № 4074, 4078, 4097
- БТЗ-5201 — 4 шт. 4019, 4020, 4022, 4069
- ВМЗ-5298 «Лидер» — 2 шт. № 4006, 4010
- ЗиУ-682Г-012 [Г0А] — 2 шт. № 4018, 4021
- СТ-6217М — 2 шт. № 4135, 4136
- БКМ 32102Б — 1 шт. № 4130

Общее количество троллейбусов — 59 машин.
Служебный ПС:
- ЗиУ-682В — 1 шт. № 4088 учебный

В Барнауле эксплуатируется всего 59 троллейбусов:
Линейных — 58 троллейбуса, служебных — 1 троллейбус
История подвижного состава
| Модель             | №                                                                                            | Эксплуатация | Количество | Примечание | Информация                                                                                           |
| ------------------ | -------------------------------------------------------------------------------------------- | ------------ | ---------- | --- | --- |
| ЗиУ-682В [В00]     | № 4028, 4035, 4038, 4048, 4059, 4061, 4063 — 4065, 4067 — 4070, 4075, 4085, 4089, 4093, 4098 | 1985—2011    | 18         | Последний самый старый троллейбус ЗиУ-682В [В00] № 4070, дата выпуска изготовления: 1988 года, был модернизирован в конце декабря 2011 года под ЗиУ-682 (КВР Барнаул) | 16 троллейбусов из них были списаны, а остальные (2 троллейбуса) были модернизированы на заводе БТРМ |
| ЗиУ-682В-013 [В0В] | № 4076                                                                                       | 2002—2011    | 1          | В 2002 году был приобретён после КВРа в Новосибирске | Не работал после ДТП с октября 2011 года. Списан в сентябре 2013 года                                |
| ЗиУ-683В01         | № 4007 и 4008                                                                                | 1992—2006*   | 2          | С 2004 года — ЗиУ-683 КВР БТРМ | В 2004 и 2006 году были модернизированы на заводе БТРМ                                               |

- Информация по ЗиУ-9 указана с учётом всех модификаций, поставляемых в город.

Ежедневный выпуск троллейбусов на линию составляет не более:
- в будние дни — 48—52 машин,
- в выходные дни — 42 машин.

В начале февраля 2011 года на все троллейбусы была поставлена спутниковая система навигации. Она позволяет диспетчеру отслеживать движение троллейбусов на карте города, и в случае ДТП, или других нештатных ситуаций диспетчер может перенаправить троллейбусы на другую линию. Также эта система позволила оптимизировать движение троллейбусов по расписанию, чтобы они не ездили «кучей» и чтобы пассажиры не стояли подолгу на остановках.

### Капитально-восстановительный ремонт
С 2000 по 2010 года на базе бывшего 2-го трамвайного депо функционировал
Барнаульский троллейбусный завод по проведению капитального и восстановительного ремонта (КВР) для троллейбусов Барнаула и Рубцовска.
В период своего существования на заводе были собраны и модернизированы троллейбусы, под новой маркой: ЗИУ-682 КВР БТРМ — 23 шт. (Барнаул — 22 шт. и Рубцовск — 1 шт.) и ЗИУ-683 КВР БТРМ — 2 шт. (Барнаул — 2 шт.). Также с 2007 по 2009 года на нём собирали белорусские троллейбусы. Всего под новой маркой было выпущено 15 единиц: БКМ-20101 БТРМ — 14 шт. (Барнаул — 12 шт. и Рубцовск — 2 шт.) и БКМ 32102Б — 1 шт. для Барнаула.

### Сборка троллейбусов
В июне 2006 года Алтайский край подписал контракт с ОАО «Белкоммунмаш» о сотрудничестве, в рамках договора из Минска в Барнаул был отправлен машинокомплект троллейбуса БКМ-20101.
13 апреля 2007 года он был собран, к 12 сентября этого же года были собраны ещё 4 троллейбуса, получившие номера № 4122—4126.
Сборка продолжалась, на линию вышли ещё 8 новых троллейбусов, получивших номера № 4127—4234.
После этого дальнейшая сборка троллейбусов БКМ прекратилась.

## Перспективы
Троллейбусная сеть города Барнаула Алтайского края не претерпела существенных изменений с начала 2000-х годов, строительство новых троллейбусных линий и маршрутов фактически заморожено, движение троллейбусов постепенно свёртывается с сохранением сети. Число троллейбусных маршрутов города Барнаула Алтайского края резко сократилось с 6 до 3 действующих маршрутов: № 1, № 6 и № 7, были отменены: № 2, № 3 и № 5, изначально маршруты были закрыты временно из-за дефицита подвижного состава: также некоторые маршруты были закрыты из-за низкого пассажиропотока.
На рассмотрение городской администрации подготовлены и другие предложения. Например, продлить маршрут № 1 до разворотной автобусной конечной станции пос. Урожайный. Этот вариант подразумевает приобретение двух троллейбусов и продление троллейбусной линии от ул. Энтузиастов до ул. Попова протяжённостью 1,44 км. Срок окупаемости по расчётам специалистов предприятия без учёта текущих затрат составит 2,2 года.
Ещё один вариант расширения маршрутной сети связан с возможностями автономного хода современных троллейбусов. Так гибридный троллейбус СТ-6217М от СТ-6217 производства Новосибирского предприятия «Сибирский троллейбус», которые оснащены литий-ионной аккумуляторной батареей массой 480 килограммов, позволяющей двигаться на участках маршрута без контактной сети. Дальность автономного хода первого произведённого «автономника» составляет 40 километров, второго — чуть больше 60 километров. Подзарядка батареи осуществляется при движении троллейбуса по контактной сети. Для пополнения мощности достаточно 90 минут.
Также на заседании Совета Администрации Алтайского края был представлен проект Схемы территориального планирования Барнаульской агломерации, в которую войдут Барнаул, Новоалтайск и Первомайский муниципальный район. Помимо прочего, проект предусматривает запуск троллейбусного маршрута протяжённостью 17 км, который соединит Барнаул и Новоалтайск. В МУП «Горэлектротранс» оперативно отреагировали на это предложение. Специалистами предприятия были подготовлены расчёты и конкретные предложения по открытию нового маршрута.
Также стало известно, что в ходе визита в Республику Беларусь делегация Алтайского края, возглавил которую заместитель губернатора Виталий Ряполов, посетила предприятие — ОАО «Белкоммунмаш». Особое внимание члены делегации обратили на новые модели троллейбусов, оборудованные дизель-генераторами, что позволяет им не зависеть от контактной сети. Виталий Ряполов отметил, что такие машины могут быть востребованы при организации троллейбусного сообщения между Барнаулом и Новоалтайском. Стратегией развития городского пассажирского транспорта в городе Барнауле на 2011—2015 году предусматривается приобретение 30 троллейбусов.

#### Генеральный план города Барнаула на 2025 год Градостроительное развитие транспортной инфраструктуры
Общая протяжённость сети троллейбуса должна составить 40 км по оси улиц, в том числе новое строительство — 10 км. Сеть троллейбуса развивается в соответствии со следующей схемой (см. рис. 4)
- строится новая линия по ул. Юрина и её продолжению в район новой застройки «Западный разъезд» до Павловского тракта,
- строится новая линия по продолжению ул. Балтийской, ул. Власихинской в район новой застройки «Западный разъезд» до Павловского тракта.

Указанные линии соединяются на общей конечной станции «Западный разъезд», совмещённой с конечной станцией трамвая.

##### Мероприятия по повышению скорости троллейбуса за счёт
- организации согласованного прохождения остановочных пунктов, организации выделенной полосы с приоритетным движением троллейбуса и автобуса,
- улучшения дорожного покрытия, улучшения водоотвода,
- обновления подвижного состава.

Существующее депо троллейбуса сохраняется и развивается для обслуживания 118 ед. подвижного состава.
Сохраняются существующие и строятся три новые тяговые подстанции на 1800 кВт каждая.

## Галерея

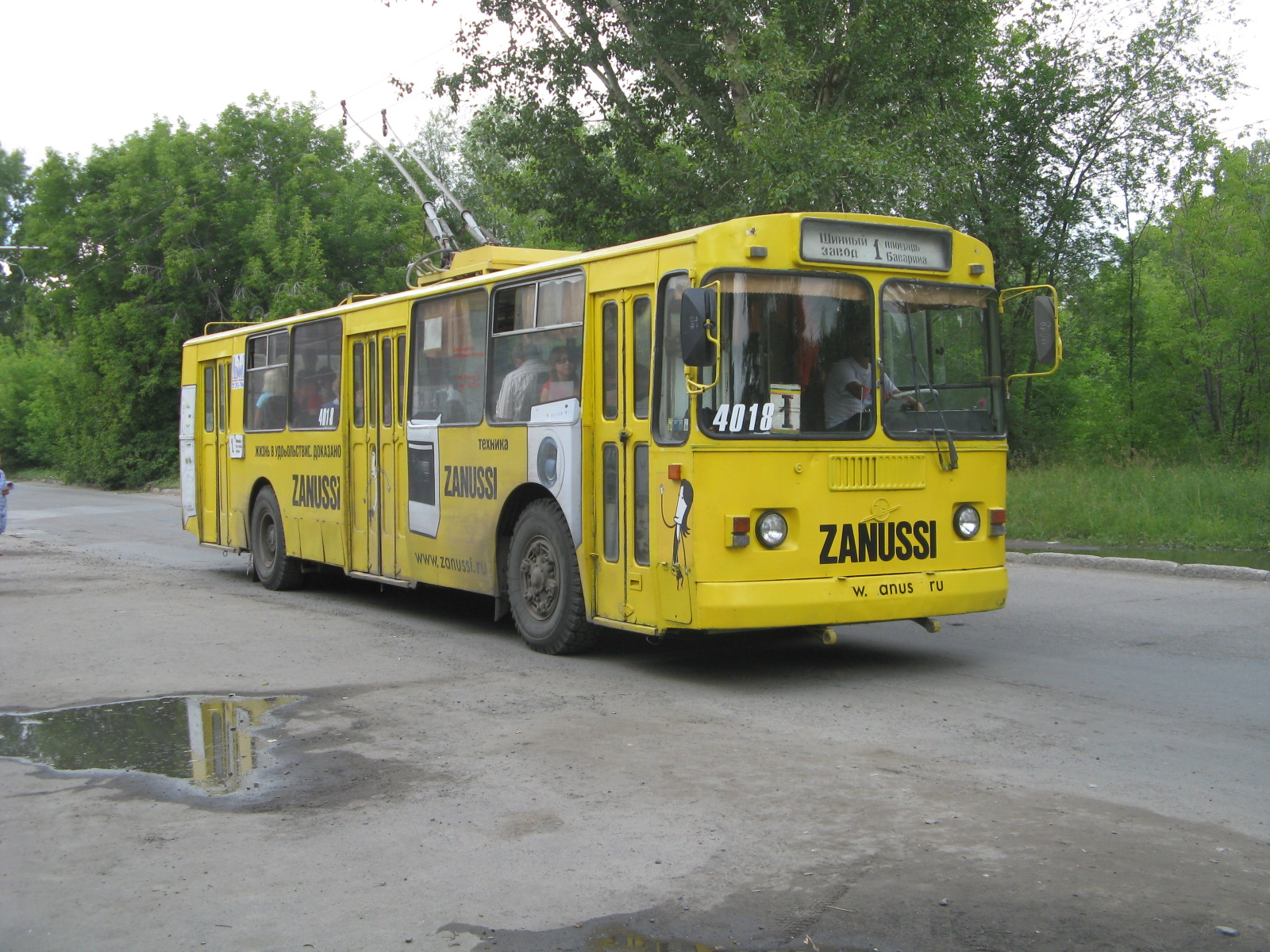
ЗиУ-682
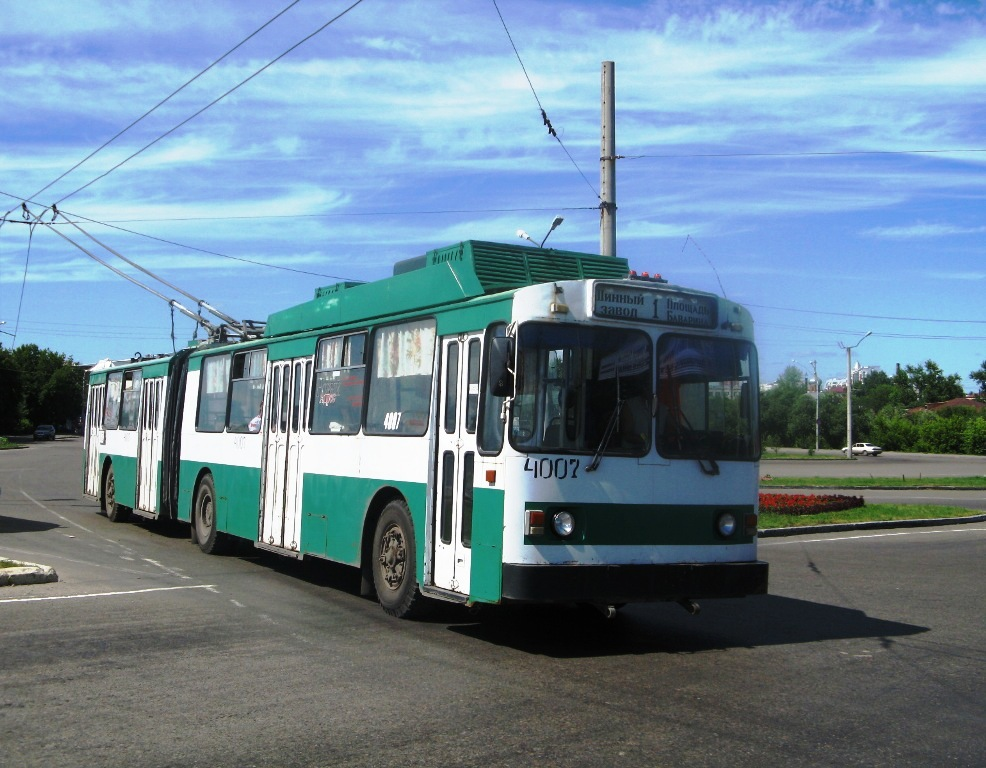
ЗиУ-683В01 после модернизации, которого превратили в модель "ЗиУ-683 КВР БТРМ"
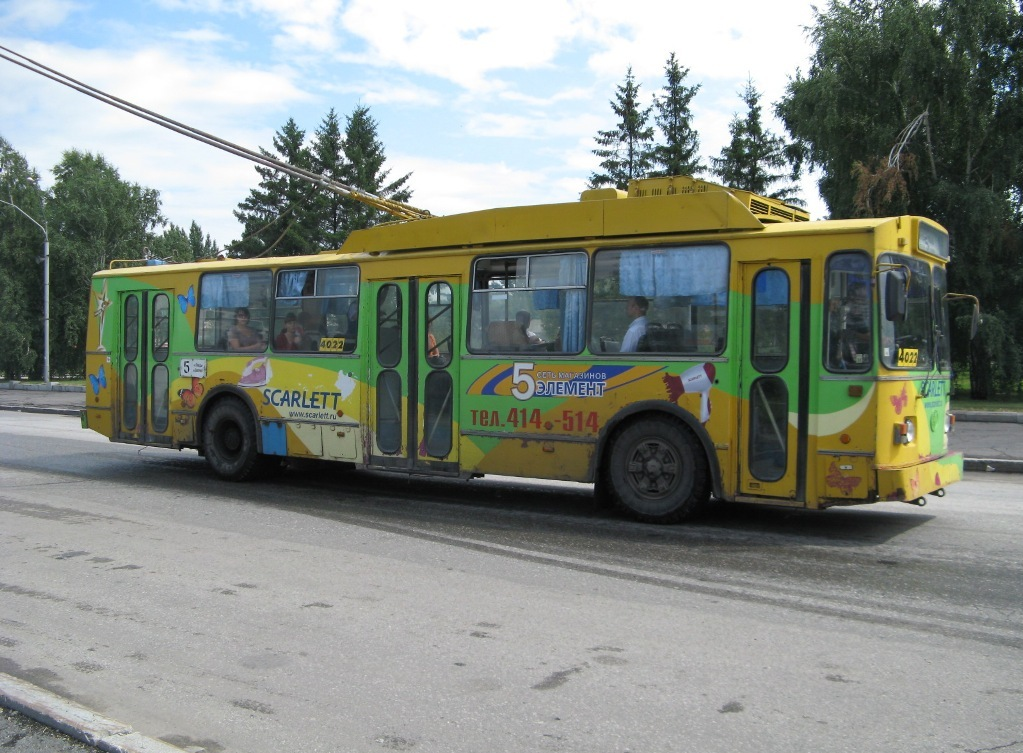
Троллейбус БТЗ-5276-01 №4022, 5-го маршрута на пл. Победы
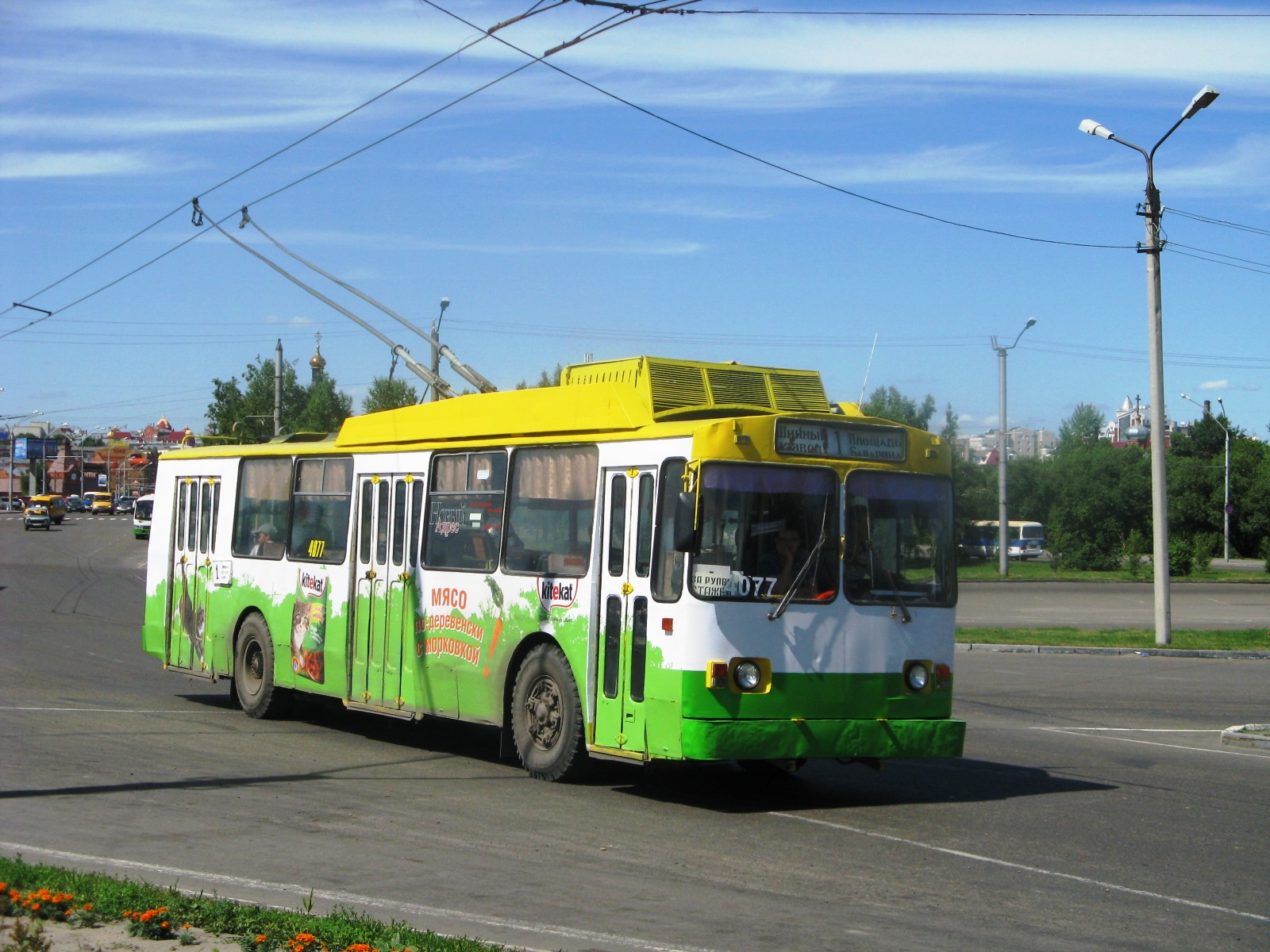
ЗИУ-682 КВР БТРМ
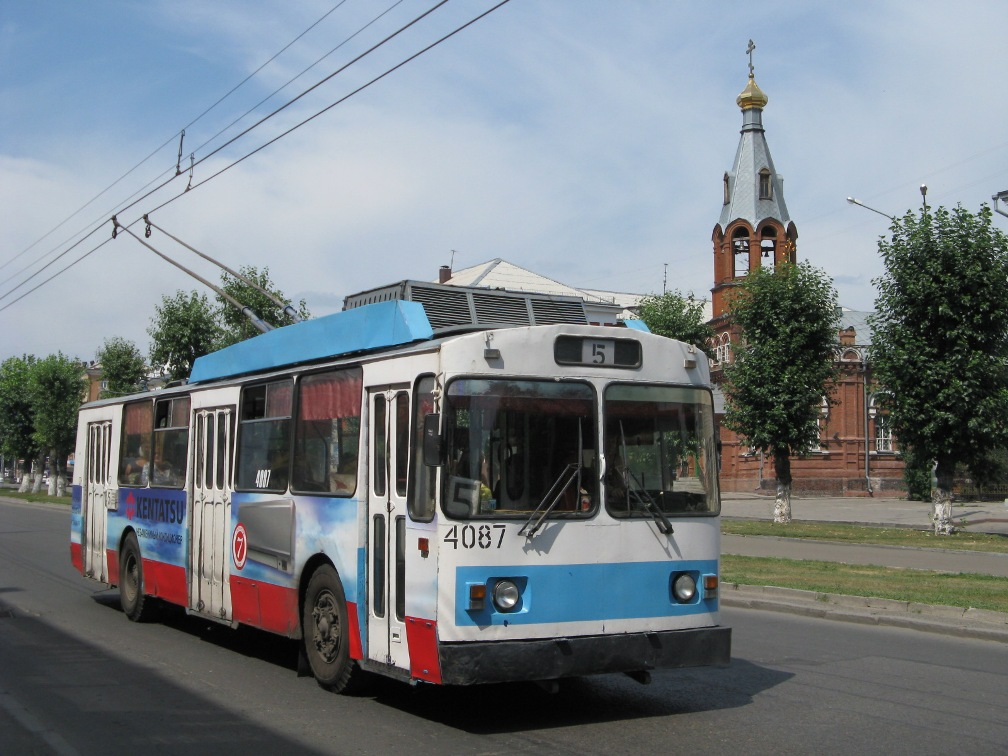
Троллейбус 5-го маршрута на проспекте Ленина
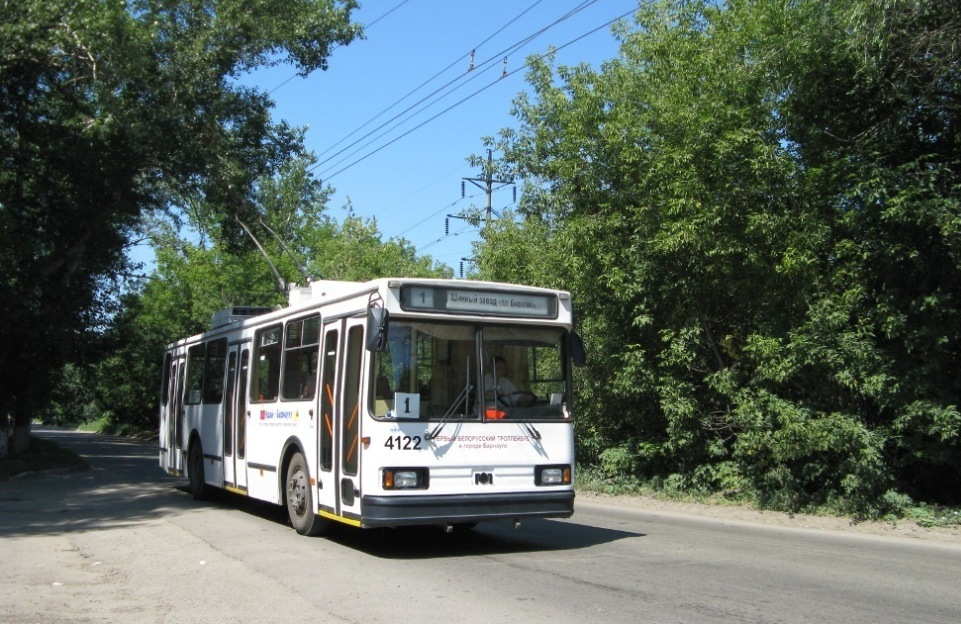
АКСМ-20101
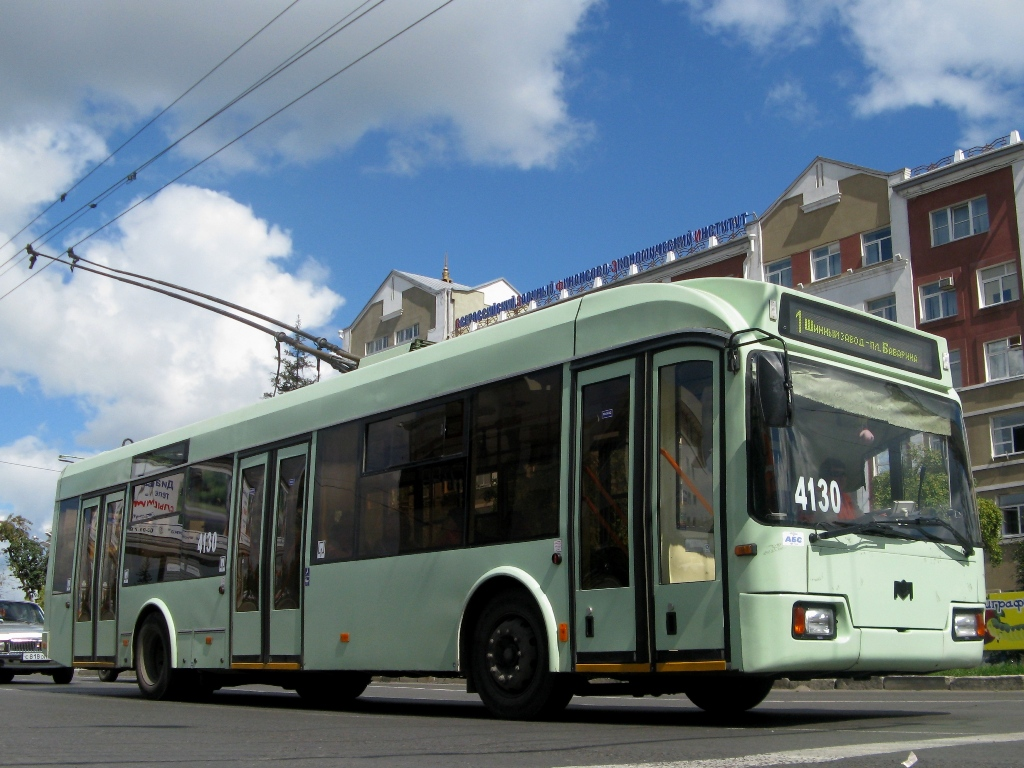
АКСМ-32102
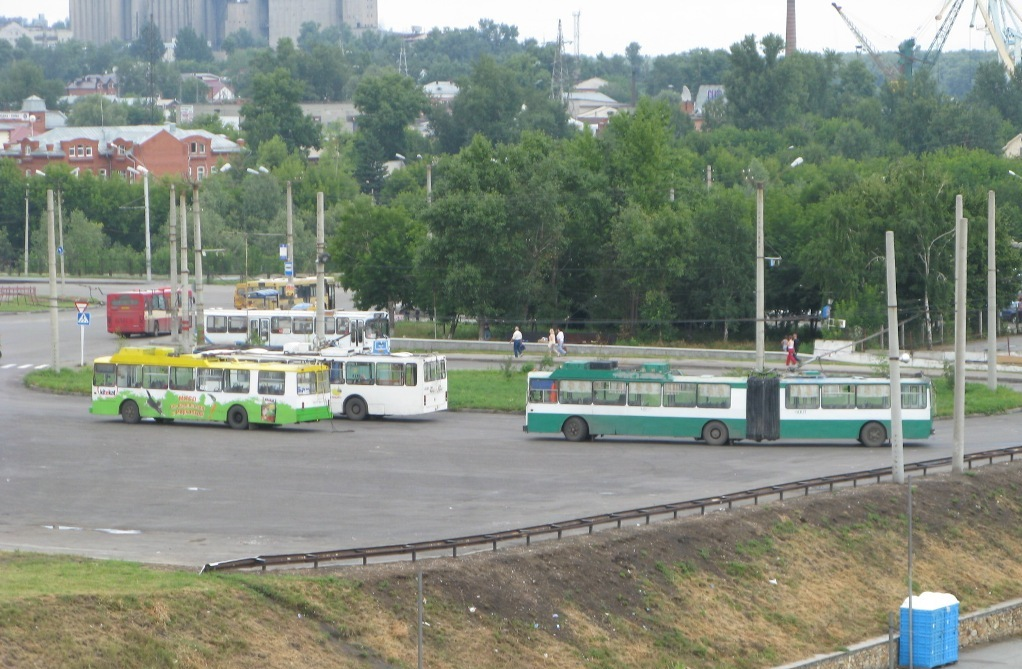
Конечная остановка на Речном вокзале